# 6679 Gurzhij
6679 Gurzhij (1969 UP1) là một tiểu hành tinh vành đai chính được phát hiện ngày 16 tháng 10 năm 1969 bởi L. I. Chernykh ở Đài vật lý thiên văn Crimean.